# Розсохський дуб
Розсохський дуб — вікове дерево, ботанічна пам'ятка природи місцевого значення в Україні. Зростає поблизу села Пилипче Чортківського району Тернопільської області, у кв. 27, вид. 2 Гермаківського лісництва Чортківського держлісгоспу, в межах лісового урочища «Розсоха-1». 
Площа — 0,02 га. Оголошений об'єктом природно-заповідного фонду рішенням виконкому Тернопільської обласної ради № 189 від 30 серпня 1990 року. Перебуває у віданні Тернопільського обласного управління лісового господарства. 
Під охороною — дуб черещатий віком 200 років, діаметром 96 см, має науково-пізнавальну та естетичну цінність.